# Колфакс (окръг, Небраска)
Вижте пояснителната страница за други значения на Колфакс.
Окръг Колфакс (на английски: Colfax County) е окръг в щата Небраска, Съединени американски щати. Площта му е 1085 km², а населението - 10 411 души (2000). Административен център е град Шуйлър.